# Mellanvikt i fristil i brottning vid olympiska sommarspelen 1976
Herrarnas brottningsturnering i fristil i viktklassen mellanvikt vid olympiska sommarspelen 1976 avgjordes i Maurice Richard Arena i Montréal. 

## Medaljörer
| Klass      | Guld                | Silver                            | Brons                      |
| Mellanvikt | John Peterson · USA | Viktor Novozjilov · Sovjetunionen | Adolf Seger · Västtyskland |

## Resultat
Legend
- TF — Vinst genom fall
- IN — Vinst genom att motståndaren skadas
- DQ — Vinst genom passivitet
- D1 — Vinst genom passivitet, vinnaren är också passiv
- D2 — Båda brottarna förlorade på grund av passivitet
- FF — Vinst genom förverkande
- DNA — Anlände inte
- TPP — Totala straffpoäng
- MPP — Matchstraffpoäng

Straff
- 0 — Vinst genom fall, teknisk överlägsenhet, passivitet, skada och förverkande
- 0.5 — Vinst på poäng, 8-11 poängs skillnad
- 1 — Vinst på poäng, 1-7 poängs skillnad
- 2 — Vinst på passivitet, vinnaren är också passiv
- 3 — Förlust på poäng, 1-7 poängs skillnad
- 3.5 — Förlust på poäng, 8-11 poängs skillnad
- 4 — Förlust genom fall, teknisk överlägsenhet, passivitet, skada och förverkande

### Elimineringsrunda

#### Omgång 1
| TPP | MPP |                            | Poäng     |                               | MPP | TPP |
| --- | --- | -------------------------- | --------- | ----------------------------- | --- | --- |
| 4   | 4   | Masaru Motegi (JPN)        | TF / 1:03 | Ismail Abilov (BUL)           | 0   | 0   |
| 4   | 4   | David Aspin (NZL)          | TF / 1:18 | Chimidiin Gochoosüren (MGL)   | 0   | 0   |
| 0   | 0   | Viktor Novozjilov (URS)    | DQ / 8:42 | Vasile Iorga (ROU)            | 4   | 4   |
| 0   | 0   | Richard Deschatelets (CAN) | DQ / 5:54 | Imad Faddoul (LIB)            | 4   | 4   |
| 0   | 0   | John Peterson (USA)        | TF / 1:18 | Anthony Shacklady (GBR)       | 4   | 4   |
| 4   | 4   | André Bouchoule (FRA)      | 5 - 18    | Adolf Seger (FRG)             | 0   | 0   |
| 0   | 0   | István Kovács (HUN)        | DQ / 7:39 | Mohammad Hassan Mohebbi (IRI) | 4   | 4   |
| 4   | 4   | Manuel Villapol (PUR)      | DQ / 7:43 | Birahim Diop (SEN)            | 0   | 0   |
| 1   | 1   | Henryk Mazur (POL)         | 9 - 4     | Mehmet Uzun (TUR)             | 3   | 3   |

#### Omgång 2
| TPP | MPP |                               | Poäng     |                             | MPP | TPP |
| --- | --- | ----------------------------- | --------- | --------------------------- | --- | --- |
| 4   | 0   | Masaru Motegi (JPN)           | TF / 0:41 | David Aspin (NZL)           | 4   | 8   |
| 0   | 0   | Ismail Abilov (BUL)           | TF / 5:01 | Chimidiin Gochoosüren (MGL) | 4   | 4   |
| 0   | 0   | Viktor Novozjilov (URS)       | TF / 0:42 | Richard Deschatelets (CAN)  | 4   | 4   |
| 4   | 0   | Vasile Iorga (ROU)            | DQ / 7:37 | Imad Faddoul (LIB)          | 4   | 8   |
| 0   | 0   | John Peterson (USA)           | DQ / 8:43 | André Bouchoule (FRA)       | 4   | 8   |
| 8   | 4   | Anthony Shacklady (GBR)       | TF / 2:32 | Adolf Seger (FRG)           | 0   | 0   |
| 0   | 0   | István Kovács (HUN)           | TF / 2:06 | Manuel Villapol (PUR)       | 4   | 8   |
| 7   | 3   | Mohammad Hassan Mohebbi (IRI) | 10 - 13   | Henryk Mazur (POL)          | 1   | 2   |
| 4   | 4   | Birahim Diop (SEN)            | DQ / 5:26 | Mehmet Uzun (TUR)           | 0   | 3   |

#### Omgång 3
| TPP | MPP |                     | Poäng     |                             | MPP | TPP |
| --- | --- | ------------------- | --------- | --------------------------- | --- | --- |
| 4   | 0   | Masaru Motegi (JPN) | DQ / 7:00 | Chimidiin Gochoosüren (MGL) | 4   | 8   |
| 3.5 | 3.5 | Ismail Abilov (BUL) | 2 - 11    | Viktor Novozjilov (URS)     | 0.5 | 0.5 |
| 5   | 1   | Vasile Iorga (ROU)  | 8 - 6     | Richard Deschatelets (CAN)  | 3   | 7   |
| 0.5 | 0.5 | John Peterson (USA) | 14 - 4    | Adolf Seger (FRG)           | 3.5 | 3.5 |
| 3   | 3   | István Kovács (HUN) | 7 - 8     | Mehmet Uzun (TUR)           | 1   | 4   |
| 8   | 4   | Birahim Diop (SEN)  | TF / 5:21 | Henryk Mazur (POL)          | 0   | 2   |

#### Omgång 4
| TPP | MPP |                     | Poäng     |                         | MPP | TPP |
| --- | --- | ------------------- | --------- | ----------------------- | --- | --- |
| 8   | 4   | Masaru Motegi (JPN) | TF / 1:34 | Viktor Novozjilov (URS) | 0   | 0.5 |
| 3.5 | 0   | Ismail Abilov (BUL) | TF / 3:48 | Vasile Iorga (ROU)      | 4   | 9   |
| 1.5 | 1   | John Peterson (USA) | 10 - 3    | István Kovács (HUN)     | 3   | 6   |
| 3.5 | 0   | Adolf Seger (FRG)   | 26 - 6    | Henryk Mazur (POL)      | 4   | 6   |
| 4   |     | Mehmet Uzun (TUR)   |           | Bye                     |     |     |

#### Omgång 5
| TPP | MPP |                         | Poäng     |                     | MPP | TPP |
| --- | --- | ----------------------- | --------- | ------------------- | --- | --- |
| 4   | 0   | Mehmet Uzun (TUR)       | DQ / 7:30 | Ismail Abilov (BUL) | 4   | 7.5 |
| 4.5 | 4   | Viktor Novozjilov (URS) | 4 - 20    | John Peterson (USA) | 0   | 1.5 |
| 3.5 |     | Adolf Seger (FRG)       |           | Bye                 |     |     |

#### Omgång 6
| TPP | MPP |                   | Poäng  |                         | MPP | TPP |
| --- | --- | ----------------- | ------ | ----------------------- | --- | --- |
| 6.5 | 3   | Adolf Seger (FRG) | 9 - 13 | Viktor Novozjilov (URS) | 1   | 5.5 |
| 7.5 | 3.5 | Mehmet Uzun (TUR) | 5 - 13 | John Peterson (USA)     | 0.5 | 2   |

### Sista omgångarna
| TPP | MPP |                         | Poäng  |                         | MPP | TPP |
| --- | --- | ----------------------- | ------ | ----------------------- | --- | --- |
|     | 0.5 | John Peterson (USA)     | 14 - 4 | Adolf Seger (FRG)       | 3.5 |     |
|     | 4   | Viktor Novozjilov (URS) | 4 - 20 | John Peterson (USA)     | 0   | 0.5 |
| 6.5 | 3   | Adolf Seger (FRG)       | 9 - 13 | Viktor Novozjilov (URS) | 1   | 5   |